# GE U50
A GE U50 foi uma locomotiva diesel-elétrica de oito eixos construída pela GE Transportation. A U50 usava dois motores a diesel de 2.500 cavalos, que operando em conjunto geravam 5.000 hp de potência.

## Configuração
A GE U50 era montada sob truques ferroviários de dois eixos, agrupados em pares conectados por uma travessa central denominada span-bolster, com os rodeiros na configuração B-B+B-B. Os truques e amortecedores foram reutilizados a partir de sucatas de locomotivas da Union Pacific, construídas pela GE durante a década de 1950. 
A GE U50 foi construída a pedido da Union Pacific Railroad, realizado em 1960, para 3 unidades de locomotiva com 15.000 cv (11.200 kW). O projeto foi desenvolvido a partir da união de duas locomotivas U25B, com cada motor a diesel e um alternador alimentando os quatro truques ao mesmo tempo. 
Três locomotivas foram entregues à Union Pacific em outubro de 1963, e outras três para a Southern Pacific Railroad em maio e junho de 1964. Outras locomotivas construídas por encomenda foram a EMD DD35 e a ALCO Century 855.
A Southern Pacific manteve as três em atividade, mas não solicitou mais nenhuma. Elas foram mantidas na frota até o final de 1970, mas não eram frequentemente usadas. As unidades da Southern Pacific ganharam o apelido de "Baby Hueys", em referência aos personagem de desenho animado homônimo.
Os números originais de identificação foram #8500-8502. Elas foram posteriormente renumeradas para #9950-9952. As três unidades da Southern Pacific diferiam das U50B da Union Pacific por terem uma porta na cabine e faróis na cabeceira da cabine, sob as janelas da frente.
A Union Pacific ficou satisfeita com as suas três unidades, e ordenou o pedido de mais 20. Um lote de 12 foi entregue entre julho e setembro de 1964, enquanto as oito restantes foram construídas de maio a agosto de 1965. Elas foram identificadas pela numeração #31-53. 
A maioria foi retirada de serviço em 1973 e 1974, e substituídas por unidades de alta potência mais modernas, embora na Southern Pacific três tenham permanecido em serviço até 1977.
A GE U50 é algumas vezes erroneamente chamada de U50D, uma parte traseira, a partir da formação U50C, nome dado às unidades de seis eixos. O nome é incorreto e nunca foi usado pelo fabricante ou a ferrovia. 
A GE U50 não usa truques tipo D-D (Classificação AAR) em nenhum caso. É também muitas vezes chamada de U50B, mas esta referência é incorreta também. Algumas referências erroneamente dão o arranjo dos eixos como B+B-B+B.

## Ligações Externas
- Komanesky, John et al. General Electric U50 Roster.  Retrieved January 14, 2005.
- Percy, Richard A. Southern Pacific U50. Retrieved January 14, 2005.
- Strack, Don. A History of Union Pacific Dieselization, 1934-1982, Part 4.  Retrieved January 14, 2005.
- Strack, Don. UP Diesel Roster, Classic Index Page.  Retrieved January 14, 2005.
- Strack, Don. Union Pacific GE Dash 8 Locomotives.  Retrieved January 14, 2005.  Mentions earlier UP GE purchases also.
- Union Pacific Railroad Locomotive Department (1979). Locomotive Diagram Book. [S.l.]: Union Pacific Railroad Company